# Monument à Frédéric Bapterosses
Ne doit pas être confondu avec Monument à Jean-Félix Bapterosses.
Le monument à Frédéric Bapterosses (aussi sous le nom de Jean-Frédéric Bapterosses) est un monument élevé par souscription sur l'initiative des anciens ouvriers collaborateurs de la manufacture des Émaux de Briare en hommage à Frédéric Bapterosses,  chimiste qui a travaillé avec son frère Jean-Félix Bapterosses.  

## Localisation
Le monument est situé actuellement dans le nouveau square du Jean-Frédéric-Bapterosses.

## Description
Ce monument présente son  buste en bronze sur un socle orné d’un médaillon de bronze signé Chapu formant avant-corps qui représente les deux frères. La niche est ornée de mosaïques et son emmarchement entouré d’une grille de fonte de fer.
Le monument est inscrit au titre des monuments historiques en janvier 2018.